# Horní Bělá
Pour les articles homonymes, voir Bělá.
Horní Bělá (en allemand : Ober-Biela) est une commune du district de Plzeň-Nord, dans la région de Plzeň, en République tchèque. Sa population s'élevait à 599 habitants en 2022.

## Géographie
Horní Bělá se trouve à 19 km au nord-ouest du centre de Plzeň et à 87 km à l'ouest-sud-ouest de Prague.
La commune est limitée par Nečtiny, Manětín et Líté au nord, par Dolní Bělá, Loza et Bučí à l'est, par Krašovice et Tatiná au sud, et par Nekmíř au sud-ouest et par Zahrádka à l'ouest.

## Histoire
La première mention écrite de la localité date de 1318.

## Galerie

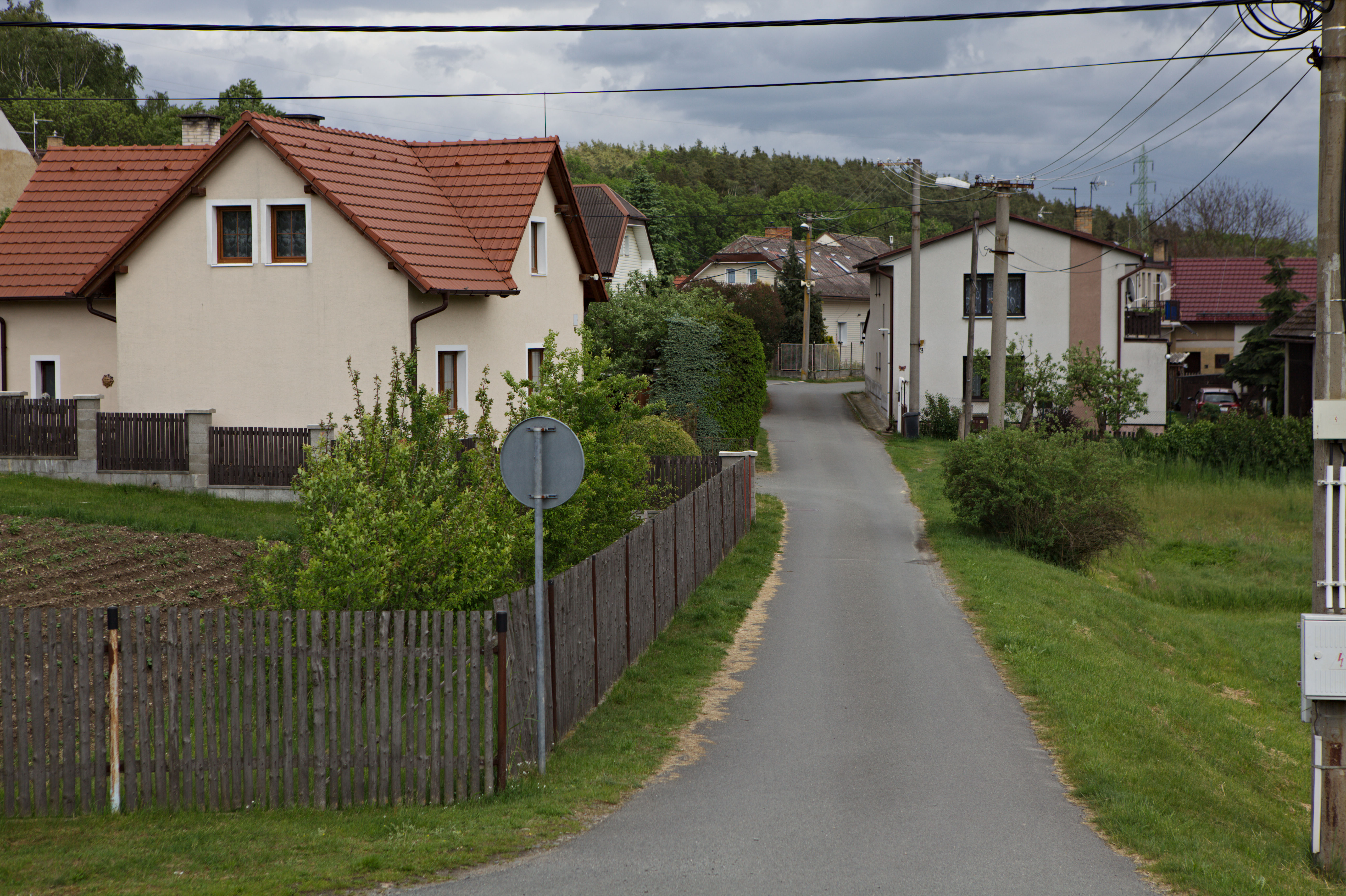
Tlucná  : rue latérale.
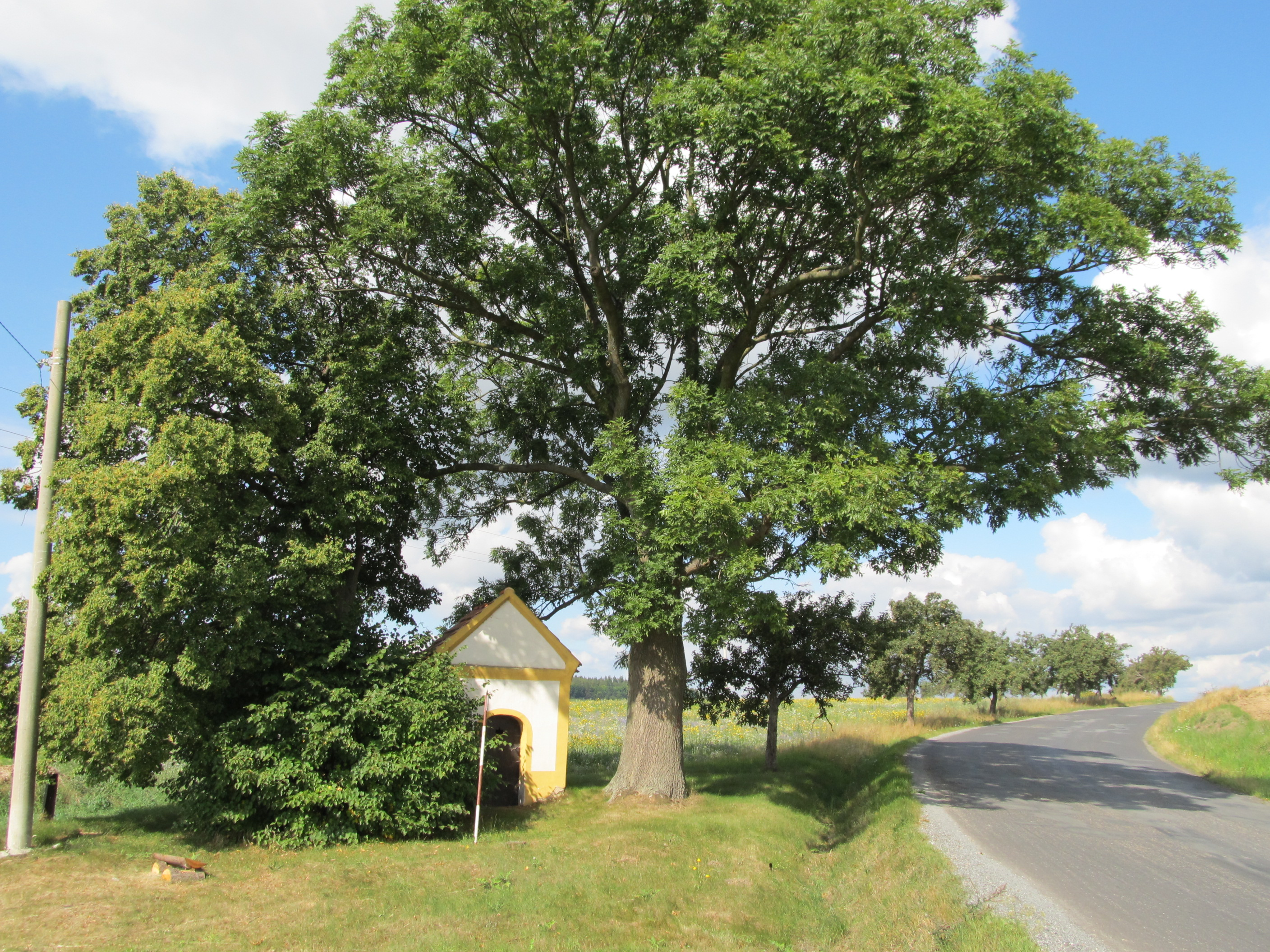
Chapelle à Horní Bělá.

## Administration
La commune se compose de trois sections :
- Horní Bělá
- Hubenov
- Tlucná

## Transports
Par la route, Horní Bělá se trouve à 12 km de Kaznějov, à 23 km de Plzeň et à 111 km de Prague. 